# Bertil Swärd
Stig Bertil Magnus Swärd, född den 22 januari 1915 i Oscars församling i Stockholm, död den 28 maj 1993 i Oscars församling i Stockholm, var en svensk diplomat och ämbetsman.
Swärd tog studentexamen 1934. Han var kammarskrivare 1937–1939 och var sekreterare i Statens handelskommission 1939–1943. Åren 1943–1948 tjänstgjorde han i Sveriges allmänna exportförening. Han var förste sekreterare vid Utrikesdepartementet 1948–1953. Åren 1953–1955 var han förste ambassadsekreterare vid ambassaden i Washington och 1955–1957 ambassadråd vid ambassaden i Paris med tjänstgöring vid Sveriges permanenta delegation hos OEEC. Han var därefter byråchef vid Utrikesdepartementet 1957–1959, erhöll utrikesråds namn 1959 och var biträdande chef för Handelsavdelningen vid Utrikesdepartementet 1959–1961. Åren 1962–1966 var han generaldirektör och chef för Överstyrelsen för ekonomisk försvarsberedskap samt 1966–1973 generaldirektör och chef för Kommerskollegium. Han var sakkunnig vid Handelsdepartementet 1973–1980.
Bertil Swärd var därtill ordförande i Exportkreditnämnden 1962–1983, vice ordförande i Sveriges exportråd 1972–1980, ordförande i rådgivande nämnden vid Importkontoret för u-landsprodukter 1975–1979 och ordförande i EFTA:s Portugalfond 1977–1983.

## Utmärkelser
- Kommendör med stora korset av Nordstjärneorden, 6 juni 1974.[2]